# شهرستان هاچینسون (تگزاس)

موقعیت شهرستان در ایالت تگزاس

هاچینسون یکی از شهرستان‌های ایالت تگزاس می‌باشد.
این شهرستان در شمال‌غربی این ایالت است.
جمعیت این شهرستان در سال ۲۰۱۰ میلادی معادل ۲۲۱۵۰ نفر بود.